# Битка при езерото Вадимо (283 пр.н.е.)
Битката при езерото Вадимо през 283 пр.н.е. e битка на езерото Вадимо близо до Фалерии (в Италия).
Римските войски се бият с войските на галите (сенони и боии), съюзени с етруските. Римляните са с командир консул Публий Корнелий Долабела. Римляните имат победа и покоряват напълно етруските.